# П'ятихатки (зупинний пункт)
П'ятихатки, (також - 25 км) — проміжний залізничний зупинний пункт Харківської дирекції залізничних перевезень Південної залізниці на електрифікованій лінії Харків-Балашовський — Зелений Колодязь між зупинним пунктом Обрій та станцією Рогань на Роганському житловому масиві Харкова.
На самому зупинному пункті досі висять таблички зі старою назвою зупинки, як 25 км.

## Пасажирське сполучення
На зупинному пункті П'ятихатки до 24 лютого 2022 року зупинялися приміські поїзди. 
| Маршрути приміських поїздів |
| --------------------------- |
| Лосєве — Гракове            |
| Гракове — Лосєве            |
| Лосєве — Занки              |
| Занки — Лосєве              |

А з 24 лютого 2022 року приміський рух тут відсутній.